# Charles Maurras
Charles Maurras (20. dubna 1868, Martigues, Francie – 16. listopadu 1952, Tours) byl francouzský nacionalistický politický myslitel, novinář, spisovatel a literární kritik.

## Biografie
Charles Maurras se narodil v městečku Martigues v Provence a byl vychováván v tradiční katolické rodině. V dětství ohluchl a sluch se mu již nikdy nevrátil. Ve věku 17 let se se svou rodinou přestěhoval do Paříže.
V 1896 působil jako dopisovatel z prvních novodobých Olympijských her z Athén, kde přehodnotil své dosavadní názory a stal se monarchistou a nacionalistou.
V době Dreyfusovy aféry se začal politicky angažovat a jeho jméno se dostalo do povědomí širší veřejnosti. Vystupoval v táboře zastánců viny Dreyfuse, na téma Dreyfusova aféra publikoval řadu novinových článků a roku 1899 vstoupil do Francouzské akce (Action française), jejímž se stal posléze hlavním ideologem. Vedl také její stejnojmenný časopis, který se roku 1908 stal deníkem. Kritizoval v něm republikánské státní zřízení a podporoval restauraci monarchie a vyzýval k návratu k tradičním národním hodnotám.

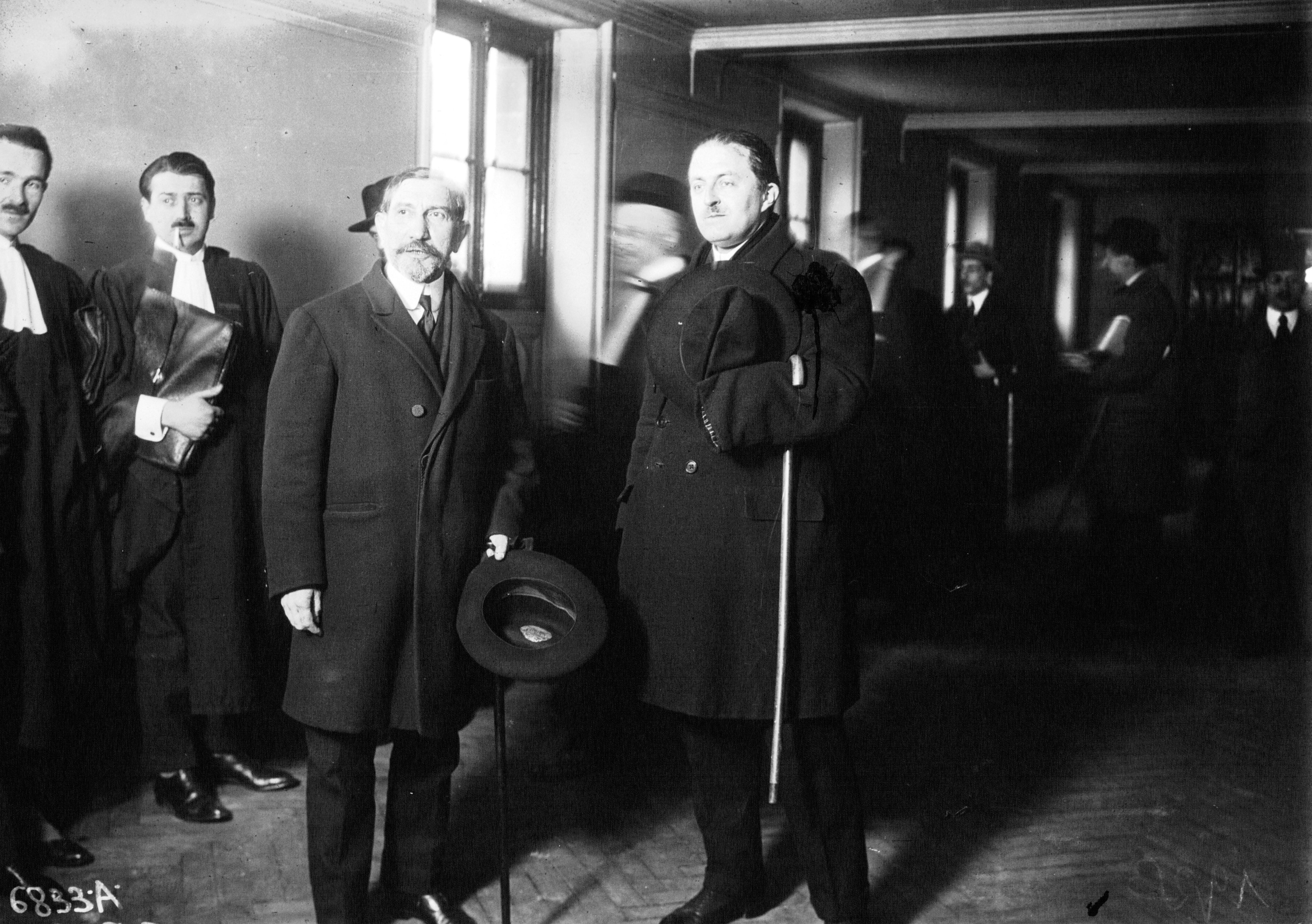
Charles Maurass (vlevo)

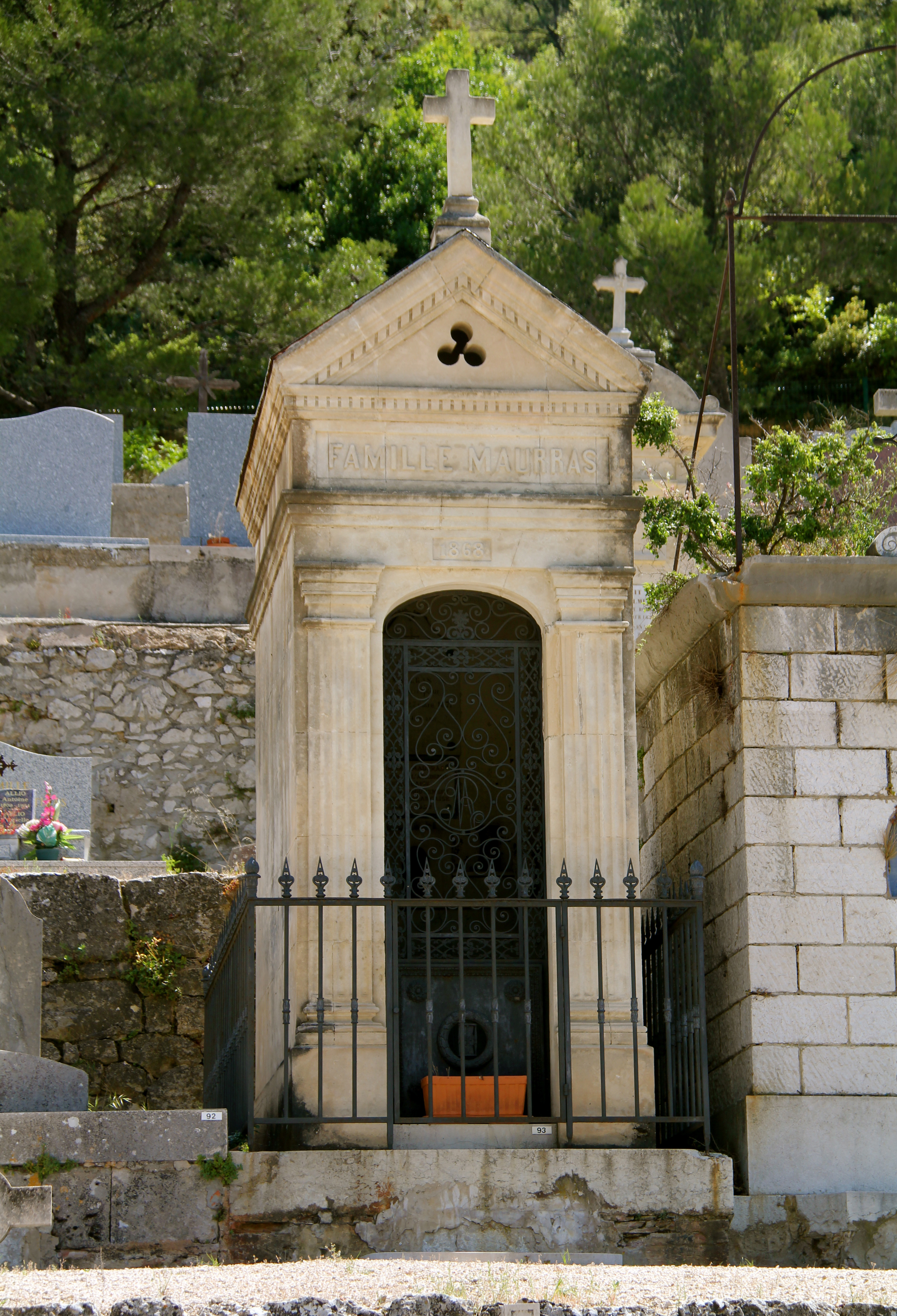
Tombe de Charles Maurras. Cimetière de Roquevaire (Bouches-du-Rhône, Provence).

Před 1. světovou válkou podporoval vstup Francie do války, před 2. světovou válkou varoval před německým nacismem. Jeho postoj k Pétainově vládě ve Vichy byl však víceméně vstřícný, protože ji považoval do určité míry za naplnění svých ideálů. Během války kritizoval jak „kolaboranty v Paříži, tak „disidenty“ v Londýně“. Zajímavostí je, že jeho ideály byli ovlivněni jak Pétain, tak i Charles de Gaulle.
V září 1944 by zatčen a odsouzen k trestu smrti za kolaboraci. Rozsudek byl posléze změněn na doživotí. Objektivnost procesu vyvolává dodnes v mnohých rozpaky. Ve vězení pokračoval ve své literární činnosti. Krátce před svou smrtí v roce 1952 byl ve špatném zdravotním stavu z vězení propuštěn.
Charles Maurras byl za svého života několikrát vězněn, napsal neuvěřitelné množství 147 knih a brožur a desetitisíce novinových článků. Maurras psal prý 12 hodin denně a krom toho vedl Francouzskou akci a její deník.

## Maurrasovy politické názory
Maurras byl zastáncem monarchistické formy vlády. Ostře odmítal republiku jako formu vlády, která je založena na hájení partikulárních zájmů a neprospívá zájmům celé Francie, považoval ji za systém chaosu, anarchie a afér. Psal kupříkladu: „Část Francouzů rozdělená podle vkusu a idejí, je reprezentována ve sněmovně. Existuje ale cosi, co tam reprezentováno není: to je Francie. Ani ve sněmovně, ani v senátu, ani na Elysejských polích, ani ve vládě – jsou tam reprezentovány pouze strany – není tam reprezentována Francie – ta Francie, která byla včera, ta, která bude zítra, ta, která stojí nad volbami." 
Ke konci 19. století bylo ve Francie jen minimum zastánců monarchie, pod vlivem Maurrassových názorů a Francouzské akce se jejich počet zvýšil na stovky tisíc.
Svůj monarchismus však Charles Maurras chápal pouze jako nástroj, nikoliv samotný cíl. Maurras byl především integrálním nacionalistou a silným konzervativcem. Odmítal však nacionalismus liberální, stejně tak jako nacismus a mnoho prvků ideologie fašismu.
Zajímavé je, že Maurras, který byl s výjimkou krátké doby před svou smrtí, kdy přijal katolickou víru, nevěřícím, výrazně podporoval katolickou církev jako instituci, která je spjata s francouzskou tradicí a svými postoji a hierarchií se mu zamlouvala. Odlišoval křesťanství, které u něj nevzbuzovalo sympatie, a katolicismus, který mu sympatický byl. Díky těmto názorům se dostal ke konci 20. let do sporu s Vatikánem.